# اچ.ای.ان.دی
اچ.ای.ان.دی (انگلیسی: H.a.n.d.) شرکت بازی ویدئویی ژاپنی است، که در سال ۱۹۹۳ تأسیس شد.
در Jun. 2012  شعبه توکیو به ساختمان دایچی چوجیا منتقل شد. دفتر مرکزی شرکت در ساپورو، ژاپن قرار دارد. تعداد کارکنان این شرکت 223 نفر است.
اولین بازی شناخته شده Treasure Strike است که با همکاری ناشر کید توسعه یافته است که در سال ۲۰۰۴ نسخه اصلی Dreamcast را برای رایانه شخصی منتشر کرد. این شرکت از دو بخش دیگر تشکیل شده است. برای توسعه تلفن همراه برنامه ها و سایر نرم افزارها و S.N.S. شرکتی که روی بازی های اجتماعی فیس بوک و میکسی برای ناشران خارجی کار می کند.